# Scoglietto di Portoferraio
Lo scoglietto di Portoferraio è un'isola minore dell'Arcipelago Toscano.
È situata circa 1,5 km a nord-est di capo Bianco; amministrativamente fa parte del comune elbano di Portoferraio.

## Caratteristiche
L'isolotto, anticamente chiamato Ferraiola (da Ferraia, nome medievale di Portoferraio), è quasi privo di vegetazione e sulla sua sommità è collocato il faro dello Scoglietto di Portoferraio, edificato nel 1910.
Lo scoglietto rientra, a terra, nella zona 2 della perimetrazione https://www.islepark.it/isola-d-elba/ del Parco nazionale dell'Arcipelago Toscano, mentre il tratto di mare che la circonda è compreso dal 1971 nell'area di tutela biologica Le Ghiaie - Scoglietto – Capo Bianco, dove è vietata la pesca per disposizione del MInistero delle Politiche Agricole..
La zona è ricchissima di pesci e nelle praterie di posidonia trova rifugio un'abbondante fauna di invertebrati; per questo il luogo è molto apprezzato dagli appassionati di immersioni subacquee.
Al momento risulta vietato arrampicarsi sulle rocce pena sanzione pecunaria

## Accesso
È facilmente raggiungibile in barca dalla spiaggia delle Ghiaie; la traversata a nuoto è poco consigliabile per ragioni di sicurezza dovute alla lunghezza del percorso.